# Tim Jackson (Leichtathlet)
Timothy David "Tim" Jackson (* 4. Juli 1969 in Sydney, Australien) ist ein ehemaliger australischer Sprinter, der sich auf den 100-Meter-Lauf spezialisiert hatte und international vor allem als Staffelläufer in Erscheinung trat.
1990 wurde er australischer Meister im 100-Meter-Lauf. Bei den Leichtathletik-Weltmeisterschaften 1993 in Stuttgart belegte er mit der australischen 4-mal-100-Meter-Staffel den fünften Rang. Den größten Erfolg seiner Karriere erzielte er zwei Jahre später bei den Leichtathletik-Weltmeisterschaften 1995 in Göteborg. In der Staffel gewann er gemeinsam mit Paul Henderson, Steve Brimacombe und Damien Marsh in 38,50 s die Silbermedaille hinter Kanada (38,31 s) und vor Italien (39,07 s). Tags zuvor hatte das australische Quartett im Halbfinale mit einer Zeit von 38,17 s einen Ozeanienrekord aufgestellt.
Jackson nahm an den Olympischen Spielen 1996 in Atlanta teil, verpasste mit der Staffel jedoch den Finaleinzug wegen eines Wechselfehlers.
Tim Jackson ist 1,85 m und hatte ein Wettkampfgewicht von 80 kg.

## Bestleistungen
- 100 m: 10,24 s, 20. Juli 1994, Tønsberg
- 200 m: 20,93 s, 11. September 1989, Barcelona